# 維迪奇冰原島峰
85°20′S 121°25′W / 85.333°S 121.417°W
維迪奇冰原島峰（英語：Widich Nunatak）是南極洲的冰原島峰，位於瑪麗伯德地，處於斯潘塞冰原島峰以東6公里，屬於霍利克山脈的一部分，美國地質調查局根據測量和該國海軍的空中照片繪入地圖，現時由南極條約體系管理。